# پیمان شیمونوسکی
پیمان شیمونوسکی، قرارداد ماگوآن (انگلیسی: Treaty of Shimonoseki) در دوره قبل و طی جنگ جهانی دوم در ژاپن، معاهده ای در هتل شونپانرو (春帆 樓)، شیمونوسکی، یاماگوچی، ژاپن در ۱۷ آوریل ۱۸۹۵، بین امپراتوری ژاپن و دودمان چینگ به امضا رسید که به جنگ اول چین و ژاپن (جنگ جیان او) پایان داد. کنفرانس صلح از ۲۰ مارس تا ۱۷ آوریل ۱۸۹۵ برگزار شد. بر اساس این معاهده به کشور کره استقلال داده شد و تایوان و شبه جزیره لیائودونگ تحت تصرف ژاپن درآمد.

## زمینه
در ۱۷ آوریل ۱۸۹۵، دودمان چینگ چین و دولت میجی ژاپن پیمان شیمونوسکی را امضا کردند که به اولین جنگ چین و ژاپن پایان داد. چین تمام ادعاهای خود را برای نفوذ بر کره (کشور)، که تا سال ۱۹۱۰ به‌طور کامل بر آن تسلط داشت، را کنار گذاشت. ژاپن همچنین کنترل تایوان، جزایر پنگهو و شبه‌جزیره لیائودونگ را در دست گرفت. به این ترتیب تایوان به مستعمره ژاپن تبدیل شد و دوران ۵۰ ساله تسلط ژاپن بر تایوان آغاز شد.
ژاپن علاوه بر دستاوردهای سرزمینی، ۲۰۰ میلیون تکه نقره را از چین دریافت کرد. دولت چینگ همچنین مجبور شد که مزایایی دیگری به تجار ژاپنی، از جمله اجازه دادن به کشتی‌های ژاپنی برای راه اندازی رودخانه یانگ تسه، تهیه کمک‌های مالی برای شرکت‌های ژاپنی برای فعالیت در بنادر پیمان چینی و افتتاح چهار بندر اضافی برای کشتی‌های تجاری ژاپن، اعطا کند.
سه سال پس از امضای قرارداد شیمونوسکی سه قدرت اروپایی تحت تأثیر افزایش قدرت سریع ژاپن قرار گرفتند. روسیه، آلمان و فرانسه به شدت مخالف حمله ژاپن به شبه‌جزیره لیائودونگ بودند که روسیه نیز در آرزو نفوذ در آن بود. این سه قدرت، ژاپن را به واگذاری شبه جزیره به روسیه، در برابر ۳۰ میلیون تکه نقره مجبور کردند.
رهبران نظامی پیروز ژاپن، این مداخله اروپایی را اندکی تحقیر آمیز دیدند که به جنگ روسیه و ژاپن ۱۹۰۴ تا ۱۹۰۵ منجر شد.